# Inge Thulin
Inge Thulin (* 9. November 1953 in Malmö) ist ein schwedisch-amerikanischer Geschäftsmann. Seit dem 24. Februar 2012 ist er Präsident und CEO sowie seit Mai 2012 Aufsichtsratsvorsitzender (Chairman of the Board) des Multitechnologieunternehmens 3M mit Hauptsitz in Saint Paul, Minnesota.

## Leben
Inge Thulin studierte an der Universität Göteborg, der IHM Business School sowie der School of Economics and Commercial Law in Schweden.
Er hält Abschlüsse in Ökonomie und Marketing (1978) der Universität Göteborg.
1979 begann er seine Karriere beim US-amerikanischen Konzern 3M, bei dem er bis heute zahlreiche internationale Führungspositionen innehatte.
Im Februar 2012 wurde Thulin zum Präsidenten und Chief Executive Officer (CEO) der 3M company ernannt und löste damit George W. Buckley ab, der sich am 1. Juni 2012 in den Ruhestand verabschiedete. Seit Mai 2012 ist Thulin zudem Vorsitzender des Aufsichtsrates.